# Ferganasaurus
Ferganasaurus byl rod menšího sauropodního dinosaura, žijícího na území centrální Asie v období střední jury.

## Popis
Dosahoval délky okolo devíti metrů a byl býložravý. Hmotnost tohoto malého sauropoda je odhadována na 5,3 tuny. Žil v období věku callov ve střední juře (před 166 až 163 miliony lety). Fosilie tohoto sauropoda byly objeveny roku 1966 v lokalitě Balabansaj v Kyrgyzstánu a pojmenován podle starobylého města Fergana. Formálně jej v roce 2003 popsali ruští paleontologové Vladimir Alifanov a Alexandr Averjanov, jediným známým druhem je Ferganasaurus verzilini.
Ve stejném souvrství žil také teropod druhu Alpkarakush kyrgyzicus, formálně popsaný roku 2024.